# BMW F70
La BMW F70 è la sigla che identifica la quarta generazione della Serie 1, un'autovettura di segmento C prodotta dall'inizio di luglio 2024 dalla casa automobilistica tedesca BMW.

## Il contesto
La F70 è stata ufficialmente presentata il 4 giugno 2024. Realizzata sempre sulla piattaforma UKL2 e utilizzata anche sulla seconda generazione della BMW Serie 2 Gran Coupé, la produzione presso lo stabilimento BMW di Lipsia è partita agli inizi di luglio 2024.

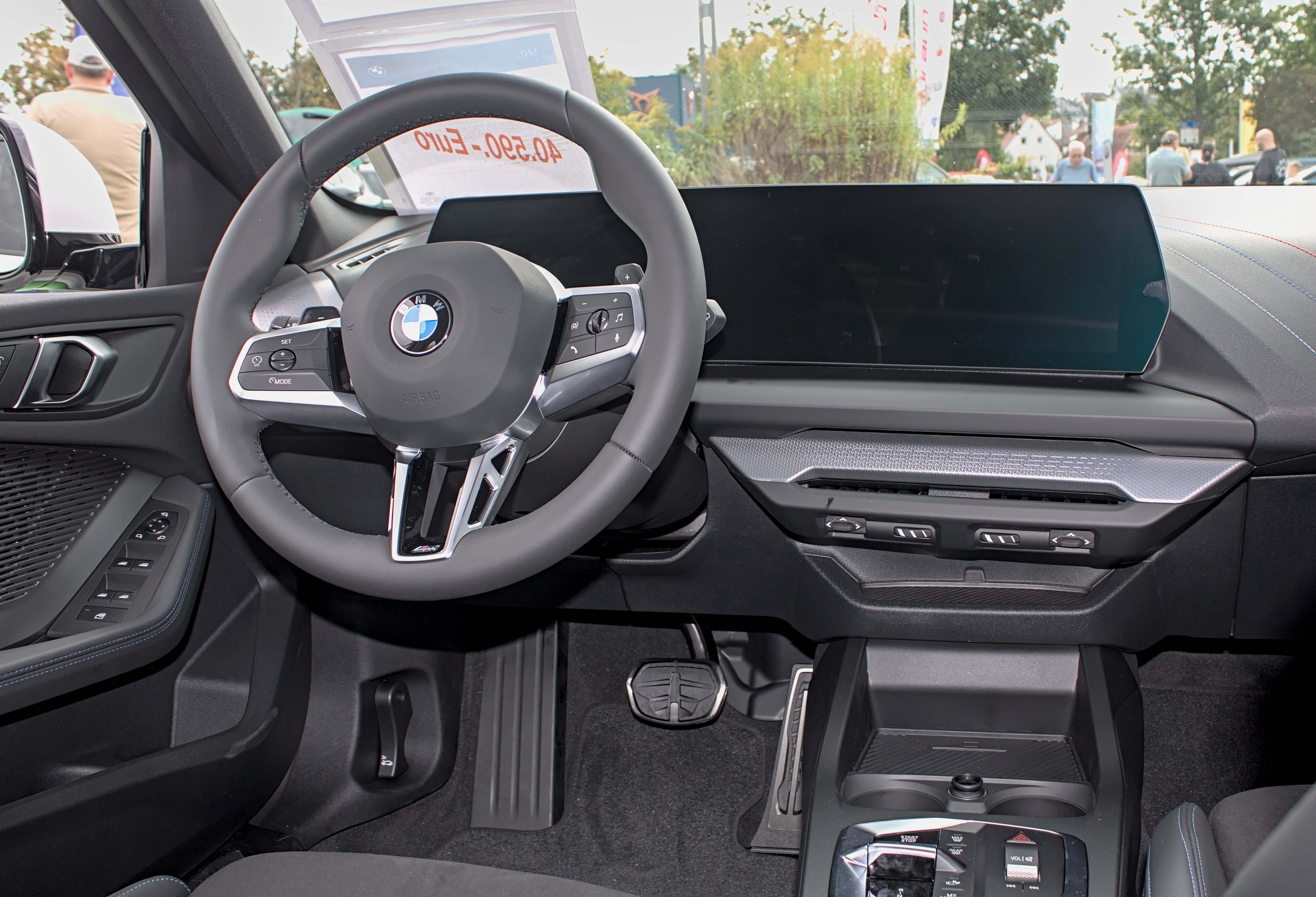
Interni

La vettura è il primo modello BMW ad eliminare il suffisso "i" per i modelli a benzina, utilizzando il prefisso "i" solo per i modelli elettrici a batteria.
Rispetto alla precedente generazione, la F70 è più lunga di 42 mm e più alta di 25 mm. La capacità del bagagliaio è invariata a 380 litri con i sedili posteriori in uso e 1200 litri con i sedili posteriori ripiegati. Per i modelli mild hybrid, lo spazio del bagagliaio è ridotto di 80 litri passando a 300 litri a causa del posizionamento di una batteria da 48 volt sotto il pavimento del bagagliaio.
L'esterno della carrozzeria è un'evoluzione della vecchia generazione, essendo più un pesante restyling della Serie 1 F40 che una riprogettazione completa. I cambiamenti all'esterno includono il numero "1" nel montante C nel gomito Hofmeister, luci posteriori a LED con una forma simile alla BMW X2 ed inoltre è il primo modello BMW ad avere in opzione il tetto con vernice a contrasto. 
L'interno è stato completamente riprogettato e ha un layout simile alla X1 (U11). È dotato di un BMW Curved Display che ospita sia il quadro strumenti digitale da 10,25 pollici sia un sistema di infotainment touchscreen da 10,7 pollici gestito dal BMW Operating System 9.
La Serie 1 è disponibile con l'ultima generazione di motori a benzina e diesel ripresi dalla X1 (U11), con l'eccezione che la motorizzazione ibrida plug-in non è disponibile. Tutti i modelli sono dotati di serie di un cambio automatico Steptronic a 7 velocità e per la prima volta, la Serie 1 non è più offerta con il cambio manuale.
I modelli M135 xDrive sono dotati di un assetto M adattivo con sterzo sportivo, un sistema frenante con freni a disco anteriori da 385 mm e posteriori da 330 mm (disponibili come parte del pacchetto M Technology) e sistema di scarico quadruplo M Specific. Per l'Europa l'M135 è depotenziato a 296 CV (221 kW) a causa degli standard europei sulle emissioni.